# Matriu de commutació
Una matriu de commutació és un dispositiu electrònic que permet dirigir els senyals entre múltiples entrades i múltiples sortides, mitjançant punts de connexió.
La trajectòria de transmissió que hi ha entre la matriu i el dispositiu connectat s'anomena enllaç local. També se les anomena centrals de servei, ja que cada matriu només pot servir a una àrea determinada. Un ús molt comú de les matrius de commutació és a les xarxes telefòniques. Aquestes matrius internament solen estar formades, per portes lògiques o relés. S'acostumen a fer servir quan necessitem enllaçar un sistema amb múltiples entrades i múltiples sortides MIMO. (Multiple Input Multiple Output)
Cada matriu ha de complir amb les següents funcions:
- Identificació, a partir del senyal d'entrada del subscriptor.
- Encaminament, cap al subscriptor que s'hi vol connectar.
- Establiment de trajectòria.